# Новрасли, Шаин Новрас оглы
Шаин Новрас оглы Новрасли (азерб. Şahin Növrəs oğlu Növrəsli; 10 февраля 1977, Баку) — азербайджанский джазовый пианист и композитор. Заслуженный артист Азербайджана (2011).
Его импровизации берут начало из традиций джаза, европейской классической музыки, элементов полифонии, блюза и фольклорной музыки. В музыке Шаина Новрасли прослеживаются традиции запада и востока/

## Ранние годы
Шаин Новрасли родился в Баку 10 февраля, 1977 года. Потомок известного азербайджанского поэта XIX века Мирзы Алескера Новреса. Отец, Новрас Новрасли, профессор, мать, Наиля Новрасли, экономист, большие ценители музыки, привившие любовь к музыке сыновьям. 
С 3-х лет Шаин проявил интерес к музыке, к ритму. Первый его большой концерт состоялся в 11 лет в Филармонии, где он сыграл с симфоническим оркестром концерт Азера Рзаева. В период учёбы в музыкальном колледже, в классе Гюли Намазовой, Шаин серьёзно занимался изучением классической музыки. За это время он сыграл огромное количество классических произведений Моцарта, Баха, Шопена, Бетховена, Рахманинова и других композиторов. В его джазовых композициях нередко можно слышать влияние классической музыки.
С 15 до 19 лет Шаин изучал американскую музыку, слушая таких корифеев как Ahmad Jamal, Oscar Peterson, Chick Corea, Keith Jarrett, гармонию, композиторство. Окончив среднюю специальную музыкальную школу имени Бюль Бюля, поступил в Азербайджанскую государственную музыкальную академию. В эти годы, изучая американскую музыку, Шаин уделял много времени анализу музыки азербайджанского джазового пианиста Вагифа Мустафа-заде, создателя направления джаза в синтезе с мугамом.

## Джаз и джаз-мугам
Начиная с 1997 года, Шаин начал концертировать по Америке и Европе с разными проектами: трио, соло, квартет.. Также начал экспериментировать, добавляя к джазовому трио различные инструменты, также добавив свой голос. Детальный анализ мугама привнёс в композиции Шаина особый колорит. Он начал использовать мугам в своих композициях и концертах, что придало ему свой особенный стиль. Во время гастролей по Америке Шаин какое-то время проживал в Нью-Йорке, записывая альбом «Bayati».

## Ахмад Джамал

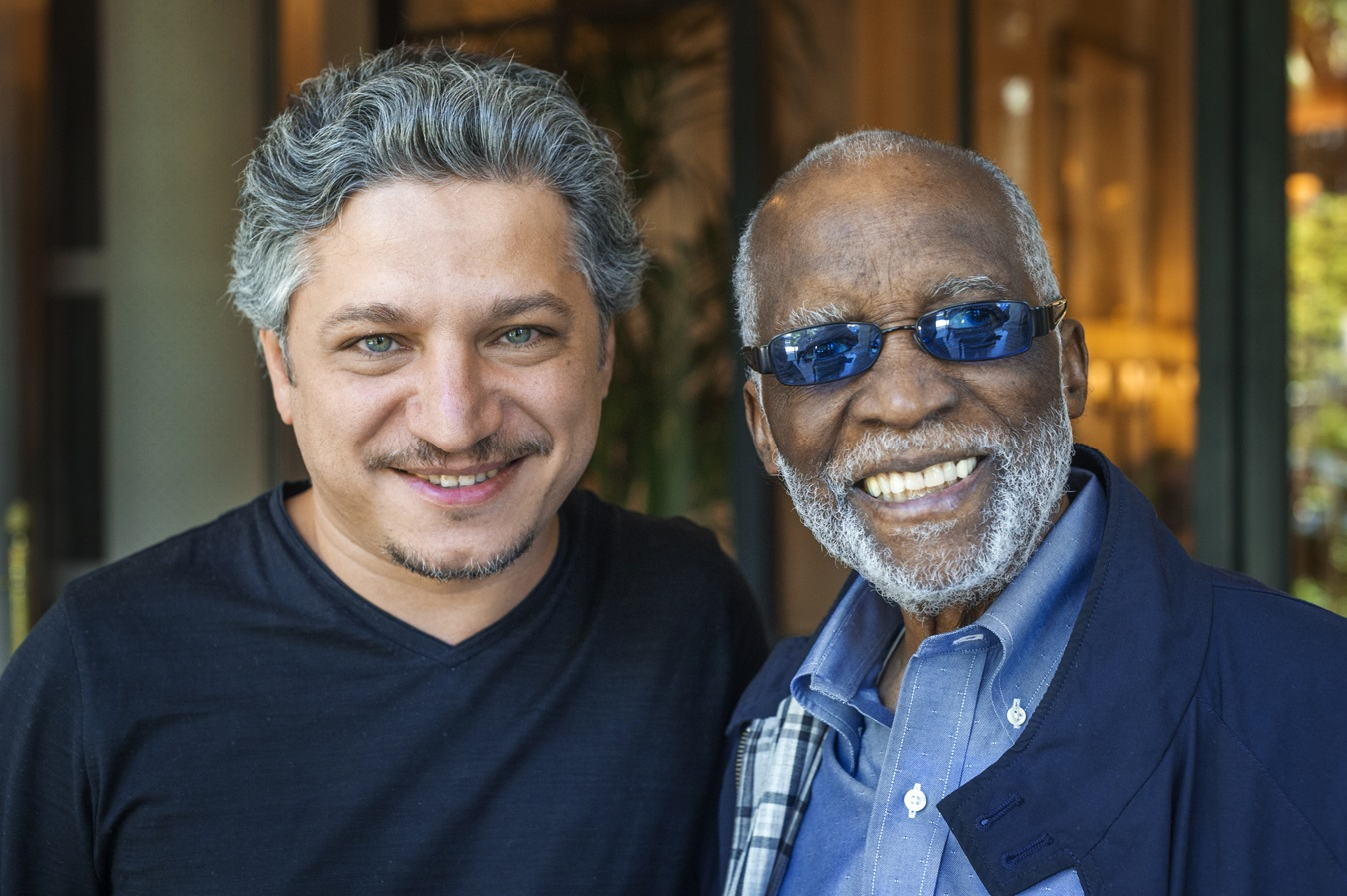
Шаин Новрасли и Ахмад Джамал

Самым значимым моментом его творчества и карьеры является встреча с Ахмад Джамалом, который высоко оценил его музыку, и по сей день является его наставником и единственным кто представляет Шаина всему миру. В 2017 году Ахмад Джамал стал сопродюсером его альбома «Emanation», который был внесён в список лучших джазовых альбомов 2017 года «Best Jazz Albums of 2017». Альбом был выпущен французским лейблом «Jazz Village», «PIAS».

## Baku Piano Festival
Является организатором и директором фестиваля «Baku Piano Festival». Фестиваль проводится ежегодно с 2022 года.

## Семья
Отец, Новрас Новрасли, профессор. Окончил Российский экономический университет имени Г. В. Плеханова в Москве. Автор книги «Miras». Мать, Наиля Новрасли экономист. У Шаина трое младших братьев. Тарлан Новрасли, доктор наук в сфере туризма, также работает в сфере музыкальной индустрии, автор сборника стихов «Sərab». Арслан Новрасли исполнитель на инструменте тар, автор сборника пьес для тара и фортепиано «Pyesler Məcmuəsi» . Нурлан Новрасли, эстрадный певец, заслуженный артист Азербайджана. Выпустил альбом «Aylı Gecəm».

## Личная жизнь
В 2007 году Шаин женился на Натаван Новрасли. Натаван — оперная певица, солистка Азербайджанского театра оперы и балета имени М. Ф. Ахундова, заслуженная артистка Азербайджана. У них двое сыновей, родились в 2008 и в 2015.

## Дискография
| Year recorded | Title                      | Label                             | Notes |
| ------------- | -------------------------- | --------------------------------- | --- |
| 2000          | Jz'Mu                      | Shahin Novrasli                   | Trio with Ruslan Huseynov (bass), Iskender Aleskerov (drums)                                                      |
| 2001          | Live in Moscow             | Shahin Novrasli                   | Trio with Nathan Peck (bass), Sasha Mashin (drums)                                                                |
| 2003          | Eternal Way                | Buta                              | Quintet with Nathan Peck (bass), Sasha mashin (drums), Arslan Novrasli (tar), Nurlan Novrasli (kamancha)          |
| 2012          | Live in Prague Castle      | Shahin Novrasli                   | Quartet with Nathan Peck (bass), Sasha Mashin (drums), Chris Hemingwey (sax)                                      |
| 2017          | Emanation                  | Jazz Village, PIAS                | Quintet with James Cammack (bass). Andre Ceccarelli (drums), Irakli Koiava (percussion), Didier Lockwood (violin) |
| 2019          | From Baku to New York City | Jazz Village, PIAS                | Trio with James Cammack (bass), Herlin Riley (drums)                                                              |
| 2022          | BAYATI                     | Eight Islands Records, Disk Union | Trio with Nathan Peck (bass), Ari Hoenig (drums)                                                                  |

Выступал с концертами в Москве в Международном доме музыки в феврале 2005 года и в ноябре 2009 года.

## Сайты
- Official Shahin Novrasli website
- Ahmad Jamal office
- ACM productions